# 真鍋 (土浦市)
真鍋（まなべ）は茨城県土浦市の町名。現行行政町名は真鍋一丁目から真鍋六丁目まで設定されており、住居表示実施済み地域。土浦市市街地北方の二中地区に属する。

## 地理
土浦市の中心部、新川より北に位置する商業地であり、教育施設も多く存在する。おおむね南から真鍋一丁目、二丁目、三丁目、四丁目、五丁目、六丁目が設定されている。1940年（昭和15年）までは新治郡真鍋町に所属していたエリアにあたり、住居表示により1975年に成立した町名のひとつにあたる。地域の西側に国道125号および国道354号が並走する形で南北に縦断し、その東側に真鍋の旧市街地が広がる。

### 世帯数と人口
2017年（平成29年）8月1日現在の世帯数と人口は以下の通りである。
| 丁目       | 世帯数    | 人口    |
| ---------- | --------- | ------- |
| 真鍋一丁目 | 268世帯   | 454人   |
| 真鍋二丁目 | 387世帯   | 746人   |
| 真鍋三丁目 | 240世帯   | 470人   |
| 真鍋四丁目 | 838世帯   | 1,829人 |
| 真鍋五丁目 | 357世帯   | 705人   |
| 真鍋六丁目 | 721世帯   | 1,480人 |
| 計         | 2,811世帯 | 5,684人 |

### 小・中学校の学区
市立小・中学校に通う場合、学区は以下の通りとなる。
| 町丁       | 番地 | 小学校             | 中学校                 |
| ---------- | ---- | ------------------ | ---------------------- |
| 真鍋一丁目 | 全域 | 土浦市立真鍋小学校 | 土浦市立土浦第二中学校 |
| 真鍋二丁目 | 全域 | 土浦市立真鍋小学校 | 土浦市立土浦第二中学校 |
| 真鍋三丁目 | 全域 | 土浦市立真鍋小学校 | 土浦市立土浦第二中学校 |
| 真鍋四丁目 | 全域 | 土浦市立真鍋小学校 | 土浦市立土浦第二中学校 |
| 真鍋五丁目 | 全域 | 土浦市立真鍋小学校 | 土浦市立土浦第二中学校 |
| 真鍋六丁目 | 全域 | 土浦市立真鍋小学校 | 土浦市立土浦第二中学校 |

## 歴史

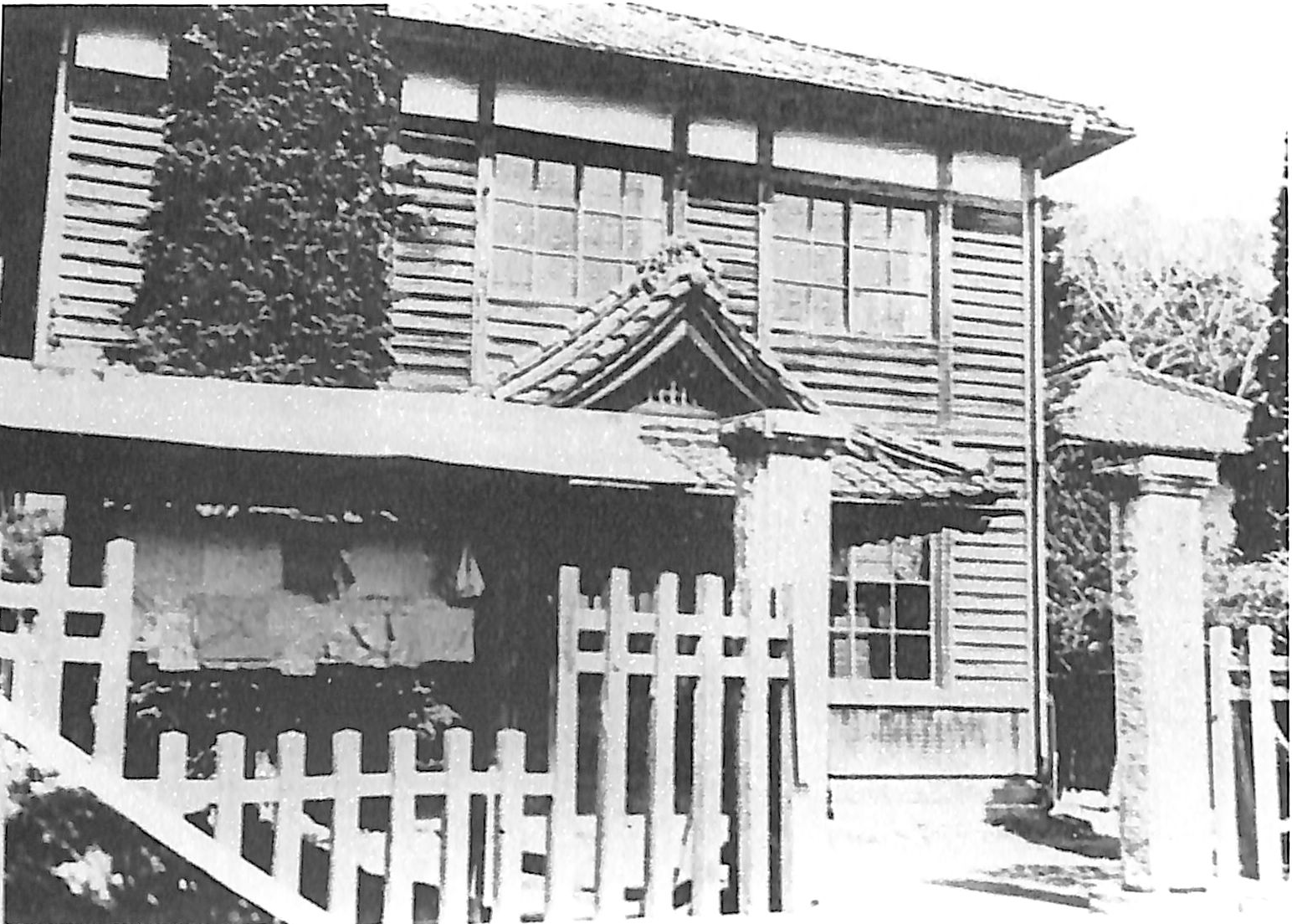
真鍋町役場として利用された土浦市役所真鍋支所旧庁舎（現存せず）

江戸時代には土浦藩領であった。幕末の天狗党の乱の際は天狗党による焼き討ちにあっている。

### 沿革
- 1889年（明治22年）4月1日 - 町村制施行により新治郡真鍋村・木田余村・殿里村から真鍋町が成立。真鍋村は真鍋町大字真鍋となる。
- 1940年（昭和15年）11月3日 - 真鍋町が土浦町と合併し、土浦市が発足。真鍋町大字真鍋は土浦市大字真鍋となる。
- 1975年（昭和50年）5月1日 - 土浦市3次住居表示整理事業により大字真鍋の大部分が真鍋一-六丁目、西真鍋町、東真鍋町、真鍋新町となる[6][7]。

2014年現在で虫掛・常名・殿里に囲まれた新川北岸部分が大字真鍋として残存しているが、行政区上はこの区域は田中町に含まれており、実質的に廃止されている。

### 町名の変遷
| 実施後     | 実施年月日               | 実施前 |
| ---------- | ------------------------ | ------ |
| 真鍋一丁目 | 1975年（昭和50年）5月1日 | 真鍋   |
| 真鍋二丁目 | 1975年（昭和50年）5月1日 | 真鍋   |
| 真鍋三丁目 | 1975年（昭和50年）5月1日 | 真鍋   |
| 真鍋四丁目 | 1975年（昭和50年）5月1日 | 真鍋   |
| 真鍋五丁目 | 1975年（昭和50年）5月1日 | 真鍋   |
| 真鍋六丁目 | 1975年（昭和50年）5月1日 | 真鍋   |

## 交通

### 鉄道
最寄の鉄道駅は常磐線土浦駅。かつては筑波鉄道筑波線が通過し、1959年から路線廃止の1987年までは真鍋一丁目に新土浦駅が設置されていた。

### 路線バス
| 系統 | 主要経由地                                                                                                 | 行先                               | 運行会社     |
| ---- | --- | ---------------------------------- | ------------ |
| 循環 | 土浦駅・新川橋・真鍋一・真鍋交番・真鍋宿通り・善応寺・ドラッグてらしま真鍋店前                             | 市民会館循環                       | キララちゃん |
|      | 土浦駅・亀城公園前・関鉄本社入口・真鍋・市民会館前                                                         | 土浦駅西口・神立駅西口             | ■関鉄        |
|      | 土浦駅・亀城公園前・関鉄本社入口・土浦一高前・神社口・真鍋台・土浦工高前・つくば国際大学・県南自動車学校前 | 土浦駅西口・つくば国際大学         | ■関鉄        |
|      | 土浦駅・亀城公園前・関鉄本社入口・土浦一高前・神社口・真鍋台・土浦工高前・合同庁舎                         | 土浦駅西口・高岡・筑波山口・下妻駅 | ■関鉄        |
|      | 土浦駅・亀城公園前・関鉄本社入口・土浦一高前・神社口・県南自動車学校前                                     | 土浦駅西口・柿岡倉庫・石岡駅       | ■関鉄        |
|      | 土浦駅・亀城公園前・関鉄本社入口・土浦一高前・神社口・県南自動車学校前                                     | 土浦駅・中貫                       | ■関鉄        |
|      | 土浦駅・土浦局前・真鍋新町・協同病院入口                                                                   | 土浦駅・神立駅                     | ■関鉄        |
| 循環 | 土浦駅・土浦局前・真鍋新町・協同病院入口                                                                   | おおつ野循環                       | ■関鉄        |
|      | 土浦駅・土浦局前・真鍋新町・協同病院前                                                                     | 協同病院(土浦車庫)                 | ■関鉄        |

### 道路
- 国道125号
- 国道354号
- 茨城県道344号真鍋停車場線

## 施設

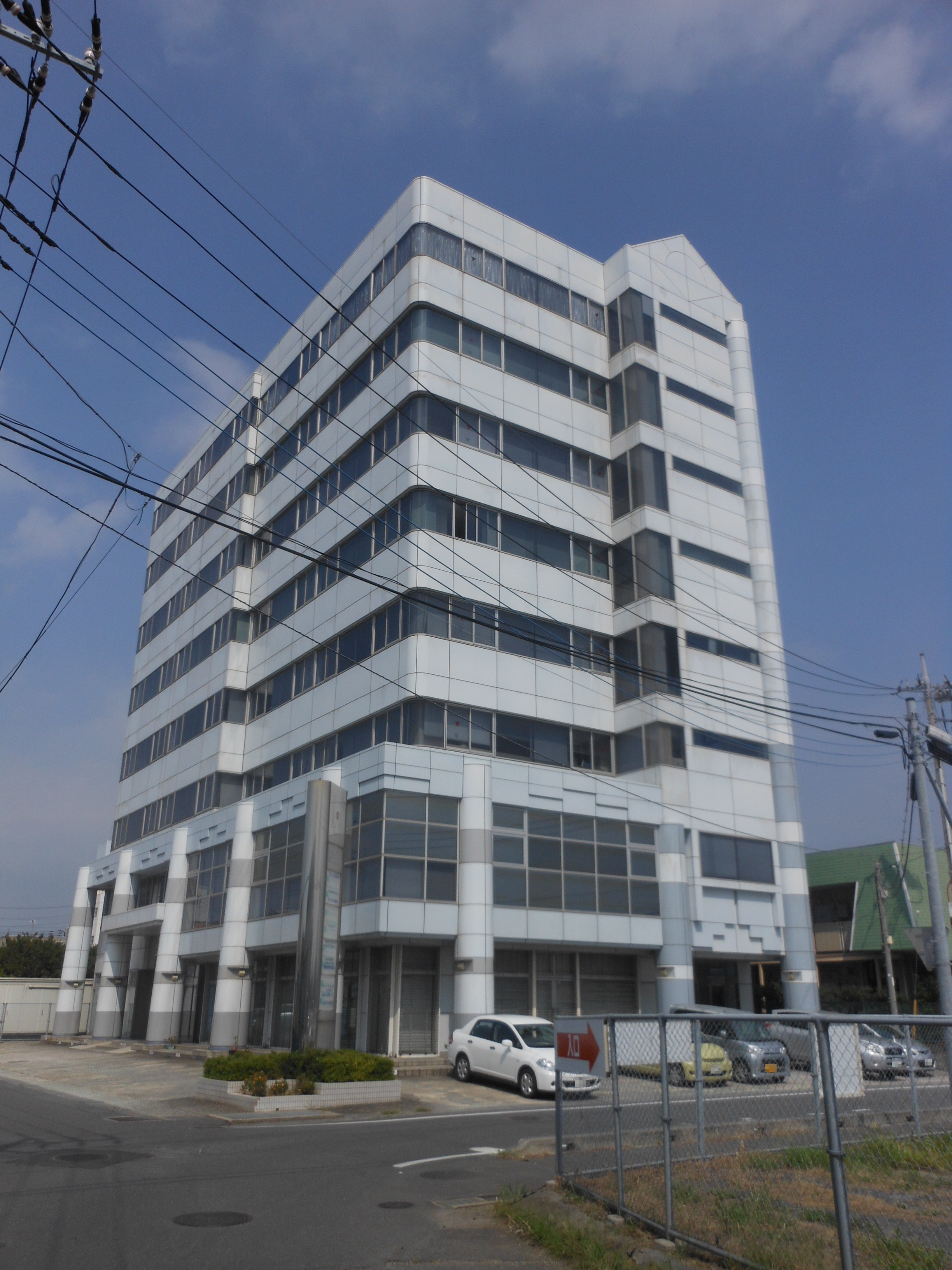
中川ヒューム管工業本社（延増第3ビル）

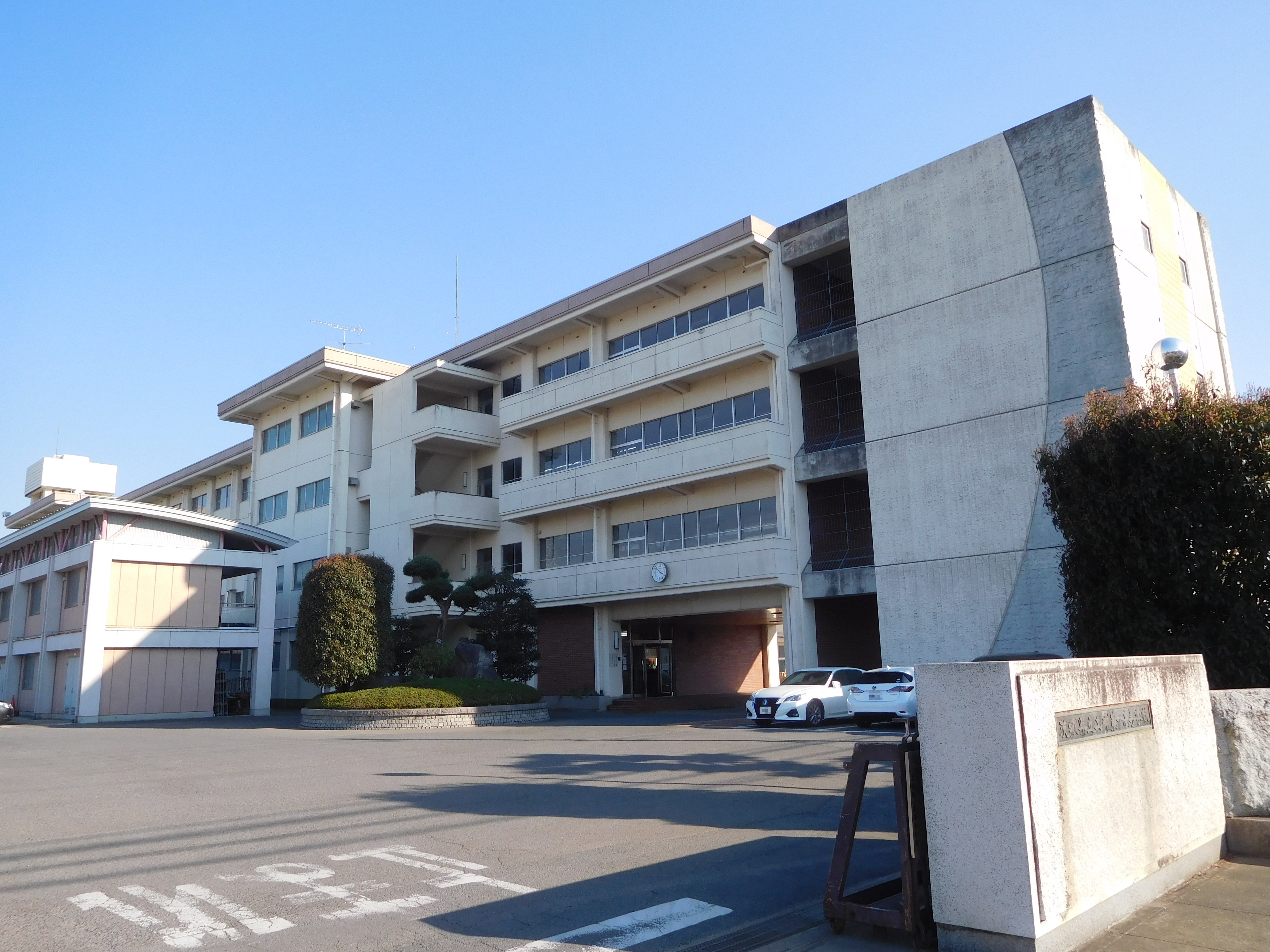
茨城県立土浦第一高等学校

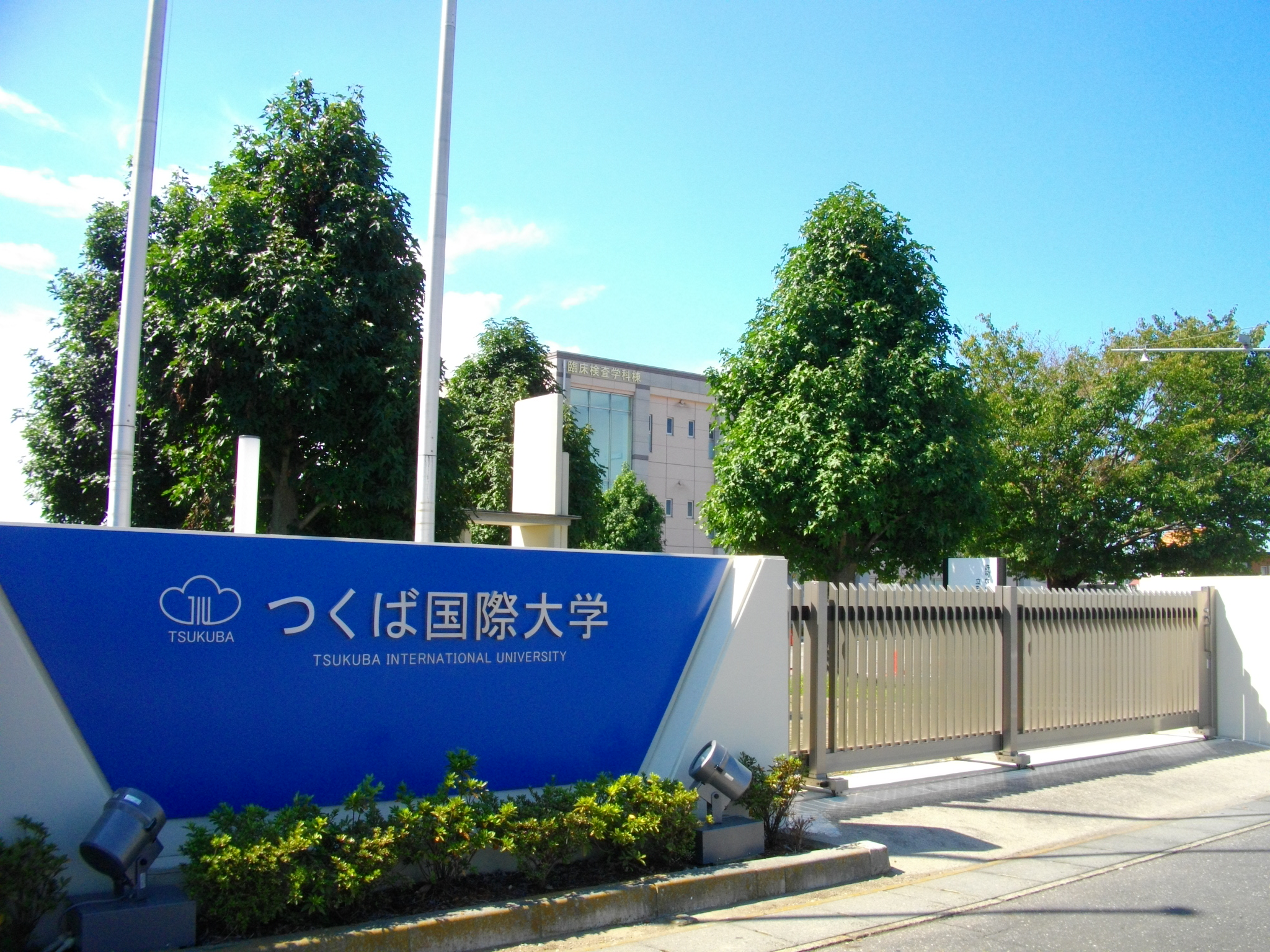
つくば国際大学

### 真鍋一丁目
- つくば国際大学高等学校
- 旧関東鉄道本社（2024年7月に土浦市卸町に移転）
- 土浦ケーブルテレビ
- 中川ヒューム管工業
- ケーズデンキ土浦真鍋店
- ハローワーク土浦
- ココス
- 夢庵
- 東京靴流通センター
- くら寿司
- ザ・リアルマッコイズ
- 水戸信用金庫土浦支店

### 真鍋二丁目
- 宇田川コーポレーション
- プラサカプコン土浦店
- 吉野家
- 幸楽苑
- エンゼルゆめ保育園
- 旧・常陽新聞新社
- コメダ珈琲店
- ブックオフ

### 真鍋三丁目
- 土浦警察署真鍋交番
- 華屋与兵衛
- G.U
- サンキ
- 真鍋三丁目公民館
- 土浦協同病院附属保育所
- びっくりドンキー

### 真鍋四丁目
- 茨城県立土浦第一高等学校・附属中学校
- 土浦市立真鍋小学校
- バーミヤン

### 真鍋五丁目
- 土浦合同庁舎
- モスバーガー
- ライコランド

### 真鍋六丁目
- つくば国際大学
- つくば国際短期大学
- 土浦工業高等学校
- 県南自動車学校